# Нову (Илиноис)
Нову (енгл. Nauvoo) град је у америчкој савезној држави Илиноис. По попису становништва из 2010. у њему је живело 1.149 становника.

## Демографија
Према попису становништва из 2010. у граду је живело 1.149 становника, што је 86 (8,1%) становника више него 2000. године.
| Група             | 2000.         | 2010.         |
| Белци             | 1.027 (96,6%) | 1.108 (96,4%) |
| Афроамериканци    | 3 (0,3%)      | 7 (0,6%)      |
| Азијати           | 2 (0,2%)      | 0 (0,0%)      |
| Хиспаноамериканци | 17 (1,6%)     | 18 (1,6%)     |
| Укупно            | 1.063         | 1.149         |